# Државна дума
Државна дума Федералне скупштине Руске Федерације (скраћено Државна дума, ГД)  (рус. Государственная дума)  нижа палата Федералне скупштине парламента Руске Федерације. Највиши Представнички и законодавни орган власти у Русији заједно са Саветом Федерације. Правни статус Државне думе одређен је у Поглављу 5 Устава Русије.

## Састав
Државна дума се састоји из 450 посланика. За депутата може бити изабран грађанин Руске Федерације који има најмање 21 годину и има право учествовати на изборима. Ниједно лице не може бити истовремено депутат Државне думе и члан Савјета Федерације.
На челу Државне думе стоји предсједник, први замјеници предсједника и замјеници предсједника. Свака фракција или депутатска група има право одредити једног замјеника предсједника.
Државна дума се може распустити указом предсједника Руске Федерације, уколико је она три пута одбила кандидатуру за дужност предсједника Владе Руске Федерације или изгласала неповјерење Влади одмах након 3 мјесеца. Дума не може бити распуштена у првој и последњој години свог рада. У случају распуштања Државне думе предсједник Руске Федерације расписује изборе најмање у року од четири мјесеца од дана распуштања.

## Надлежности
Према Уставу Руске Федерације Државна дума има сљедећа овлашћења:
- даје сагласност предсједнику Руске Федерације за именовање предсједника Владе Руске Федерације;
- претреса једногодишње рачуне Владе Руске Федерације и резултате њеног рада;
- рјешава питања о повјерењу Влади Руске Федерације;
- именује и разрјешава предсједника Централне банке Руске Федерације;
- именује и разрјешава предсједника Рачунске коморе Руске Федерације и половину њених аудитора;
- именује и разрјешава опуномоћеног за права човека;
- објављује амнестију;
- подиже оптужбу против предсједника Руске Федерације ради његовог разрјешења.

Државна дума доноси федералне законе већином гласова од општег броја депутата, ако није другачије предвиђено. Када Државна дума усвоји федерални закон или други акт шаље га на претрес Савјету Федерације и када га он одобри он се шаље на потпис и обнародовање предсједнику Руске Федерације.